# سیگما گاوران
سیگما گاوران یک ستاره است که در صورت فلکی گاوران قرار دارد.